# 項旻
項旻（1430年—？），字崇仁，浙江溫州府瑞安縣人，民籍。明朝政治人物。進士出身。

## 生平
浙江鄉試第八十一名。成化八年（1472年）壬辰科會試第十三名，殿試登進士第三甲第十六名。

## 家族
曾祖父項誾。祖父項士溫，贈□□。父亲項備，曾任工部主事。